# Alemañol
L'alemañol, mot-valise formé à partir de alemán (allemand) et español (espagnol), est un sabir parlé par les populations hispanophones des régions allemandes et formée à partir de l'allemand et de l'espagnol. Cette « langue » apparut au plus tard avec l'immigration d'Espagnols dans les années 1960 et est maintenant utilisée en particulier par les immigrés sud-américains dans les régions germanophones. On observe une consolidation et une extension de l'alemañol parmi les immigrés des deuxième et troisième générations.
Il s'agit surtout de termes allemands, qui désignent dans l'espace culturel allemand mieux une situation ou une chose que ne l'aurait fait l'équivalent espagnol possible, mais il peut s'agir aussi d'une expression allemande plus courte ou plus aisée à prononcer.

## Exemples

### Verbes
- wanderear = wandern (faire de la randonnée ou migrer) - il n'y a pas de mot espagnol pertinent pour wandern
- bratear = braten (cuire au four), grillen (griller) = hacer la parillada
- anmeldear = anmelden (déclarer, inscrire…) (comme à l'Einwohnermeldeamt (de), office municipal où doit s'inscrire en Allemagne chaque personne qui déménage ou emménage).

| Personne     | Nombre    | alemañol                 | allemand           | français             |
| 1re personne | singulier | yo me anmeldeo           | ich melde mich an  | je m'inscris         |
| 2e personne  | singulier | Tú te anmeldeas          | du meldest dich an | tu t'inscris         |
| 3e personne  | singulier | Él se anmeldea           | er meldet sich an  | il s'inscrit         |
| 3e personne  | singulier | Ella se anmeldea         | sie meldet sich an | elle s'inscrit       |
| 1re personne | pluriel   | Nosotros nos anmeldeamos | wir melden uns an  | nous nous inscrivons |
| 2e personne  | pluriel   | Vosotros os anmeldeais   | ihr meldet euch an | vous vous inscrivez  |
| 3e personne  | pluriel   | Ellos se anmeldean       | sie melden sich an | ils s'inscrivent     |

## Expressions
- no hay que mischear los espraje = man soll die Sprachen nicht vermischen = no hay que mezclar los idiomas = on ne doit pas mélanger les langues
- es muy mühsam para mi = es ist äußerst mühsam für mich = c'est extrêmement pénible pour moi - le flux de parole est plus facile que si on avait tout dit en espagnol, le mot pesado n'ayant pas la même sémantique et l'expression entière étant même plus courte encore que la version allemande
- no viene ni en Frage = kommt nicht in Frage ou wird nicht einmal in Erwägung gezogen = la question ne se pose pas ou ne sera pas pris en considération, aucune expression équivalente n'existant en espagnol